# Bocchoris sphenocosma
Bocchoris sphenocosma là một loài bướm đêm trong họ Crambidae.